# STS-67
STS-67 — Шестьдесят восьмой старт в рамках программы Спейс Шаттл и 8-й космический полёт  Индевор, произведен 2 марта 1995 года. Работы в космической обсерватории многоразового использования ASTRO-2. Астронавты провели в космосе около 17 дней и благополучно приземлились на Авиабазе Эдвардс 18 марта 1995 года.

## Экипаж

### Основной
- Стивен Освальд (3) — командир
- Уильям Грегори (единственный) — пилот
- Тамара Джерниган (3) — командир полезной нагрузки
- Джон Грансфелд (1) — специалист миссии
- Уэнди Лоуренс (1) — специалист миссии
- Роналд Паризи (2) — специалист по полезной нагрузке
- Сэмюел Дарранс (2) — специалист по полезной нагрузке

### Дублёр
- Скотт Ванген[1] (0) — специалист по полезной нагрузке